# Juan Carlos Muñiz
Juan Carlos Muñiz (c. 1984 – 4 mars 2022) est un journaliste mexicain qui couvrait des affaires criminelles pour le site web Testigo Minero. Il est le septième journaliste assassiné au Mexique en 2022.

## Biographie

### Carrière
Juan Carlos Muñiz étudie le journalisme à l'Université autonome de Fresnillo. Il est écrivain de romans policiers.

### Mort
Juan Carlos Muñiz est abattu alors qu'il rentrait chez lui en taxi après le travail pour avoir fait un reportage sur un crime récent dans la ville de Fresnillo. 
Sa mort choque l'État de Zacatecas et mobilise la population pour protester contre sa mort.
L'assassinat de Juan Carlos Muñiz est condamné par la Directrice générale de l'UNESCO, Audrey Azoulay, dans un communiqué de presse publié le 14 mars 2022. Selon le suivi mondial de la sécurité des journalistes réalisé par l'Observatoire des journalistes assassinés, Muñiz est le 7e professionnel des médias tué au Mexique en 2022.